# Caroline Ludecus
Johanna Caroline Amalie Ludecus geb. Kotzebue (* 16. September 1755 in Schöppenstedt; † 27. April 1827 in Weimar) war eine deutsche Schriftstellerin im klassischen Weimar mit dem Pseudonym „Amalie Berg“.

## Herkunftsfamilie
Carolines Herkunftsfamilie stand zum großen Teil im Dienst des Fürstentums Braunschweig-Wolfenbüttel. Als die Prinzessin Anna Amalia im März 1756 sechzehnjährig mit dem jungen Weimarer Herzog Ernst August verheiratet wurde, die Söhne Carl August (* September 1757) und Constantin (* September 1758) zur Welt brachte und ab Mai 1758 verwitwet das Herzogtum führen musste, folgten ihr mehrere Mitglieder von Carolines Familie nach Weimar:
- Johann Ludwig Kotzebue (1694‒1730), verheiratet mit Maria Elisabeth geb. Schmid († 1745), war Herzoglich Braunschweigischer Kommissionsrat. Das Ehepaar hatte sechs überlebende Kinder:
  - Anton Ludwig Friedrich (* 1721, † 1787 in Wolfenbüttel) war 1755 Hauptmann in Schöppenstedt und wurde 1768 Platzmajor in Wolfenbüttel. Verheiratet mit Johanne Henriette Margarethe geb. Schwarzenstein (1727‒1795[5]), die als Witwe 1787 nach Weimar zog.
    - Johann Carl (* 1754)
    - Johanne Caroline Amalie (* 16. September 1755).
    - Christian Ludwig (* 1758)

  - Sophia Justina Johanna (* 1. August 1723, † 3. März 1800)[6] war zunächst Kammerfrau in Braunschweig und ging mit Anna Amalia im März 1756 als Kammerjungfer nach Weimar.[7] Sie heiratete im November 1761[8] den Leibchirurgen Johann Christian Daniel Engelhardt (* 1720, † Mai 1790[9]) und schied damit aus dem Dienst aus.
  - Caroline Louise Eleonore (* April 1725) war Kammerfrau bei Anna Amalias Schwester Sophie Caroline. Nach deren Eheschließung mit Markgraf Friedrich von Bayreuth 1759 folgte sie ihr nach Bayreuth und 1763, nach dem Tod des Markgrafen, nach Erlangen.
  - Levin Carl Christian (1727‒1761) war 1757 Kanzlei-Sekretär am Braunschweiger Hof; im selben Jahr Heirat mit Anna Christine Krüger (1736‒1828[10]), Tochter des Stadtkämmerers Johann Anton Krüger. Er wurde im November 1758 nach Weimar berufen.[11] Zunächst war er Kabinettsekretär bei Anna Amalia; ein Jahr später Legationsrat und Geheimer Referendär.[12] Er starb wenige Monate nach der Geburt des dritten Kindes.
    - Carl Ludwig Anton (* 31. Mai 1758 in Braunschweig, † 14. Dezember 1832[13])[14]
    - Caroline Amalie[15] (* 1. Oktober 1759,[16] † 15. Januar 1844 in Bremen) heiratete im April 1778 den Juristen Johann Friedrich Gildemeister. Nach dessen Tod 1812 lebte sie noch einmal für mehrere Jahre in Weimar.[17]
    - August Friedrich Ferdinand (1761‒1819), ab 1785 von Kotzebue, Erfolgsschriftsteller und russischer Diplomat.

  - Johann August Hermann (1728‒1802), Hauptmann in Braunschweig, heiratete 1764 eine Kammerfrau der verwitweten Fürstin Sophie Caroline und blieb bei ihr in Erlangen.
  - Amalia Dorothea Wilhelmine (* Oktober 1729, † Februar 1806[18]) wurde im November 1758 als Kammerfrau für den neugeborenen Carl August nach Weimar berufen.[11] Etwa ab 1763 war sie Kammerfrau bei Anna Amalia;[19] 1801 ging sie in Pension und wurde ‒ völlig ungewöhnlich ‒ später noch als Pensionärin aufgeführt.[20] Als sie (spätestens 1804) erblindete, wurde sie von Caroline unterstützt.[21]

## Leben
Als Anna Amalias Sohn Carl August im September 1775 volljährig wurde, die Regierungsgeschäfte übernahm und sich mit Luise von Hessen-Darmstadt verehelichte, wurde die 20-jährige Caroline als Kammerfrau der neuen Herzogin berufen. Diese Tätigkeit endete nach 18 Jahren durch ihre eigene Eheschließung. Am 29. September 1793 heiratete sie den Geheimen Sekretär der Herzogin-Mutter und Schatull-Verwalter des Prinzen Constantin Johann August Ludecus (* 1741). Ludecus brachte eine 15-jährige Tochter mit in die Ehe: Amalie Henriette Caroline Ludecus (* September 1778). Ihre Mutter Friedericka geb. Kirms, jüngste Schwester des einflussreichen Franz Kirms, war im Oktober 1789 gestorben; Amalie war seitdem im Haushalt der Großmutter Kirms von der Tante Louise (1753‒1817) im heute so genannten Kirms-Krackow-Haus betreut worden. Die neue Familie Ludecus bewohnte ein Grundstück mit einem ‚Vorderhaus‛ an der Windischen-Gasse und einem geräumigen ‚Hinterhaus‛ an der Esplanade (an der Stelle des heutigen Gebäudes Schillerstraße 10). Im Vorderhaus wohnte der ökonomische Bürgermeister Friedrich Kirsten zur Miete. Die Stieftochter Amalie wuchs in liebevoller Beziehung zu Caroline zu einer äußerst sprachbegabten und literarisch interessierten Frau heran, die im August 1798 den Regierungsrat Christian (von) Voigt (* 1774) heiratete.
Caroline hatte ihrerseits spätestens ab 1798 ein sehr aktives Interesse an der Schönen Literatur. Sie verfasste einen Roman, der 1800 in zwei Bänden mit zusammen etwa 680 Druckseiten herauskam, anonym, aber mit einem unübersehbaren Vorwort ihres literarisch etabliert Cousins August von Kotzebue; das Werk wurde wohlwollend aufgenommen und erlebte 1812 einen zweiten Druck (ohne Verlagsangabe) sowie 1801 eine dänische, 1809 eine englische und 1814 eine niederländische Übersetzung. Unter dem Pseudonym „Amalia Berg“ bot sie im März 1801 dem Herausgeber des vielgelesenen Almanachs Erholungen, Wilhelm Gottlieb Becker, ihre Erzählung Elise Grünfeld an. Daraus entwickelte sich eine höchst fruchtbare Zusammenarbeit.
Der Ehemann, im August 1801 zum Hofrat ernannt, starb am 23. Oktober desselben Jahres. Spätestens von da an vermietete Caroline Teile des Hauses. 1802 wohnte der Major Ludwig von Fritsch (1772‒1808) dort; davor hatte Wieland dort öfter logiert. Das junge Ehepaar Gottfried und Henriette von Herder wohnte dort bis zu Gottfrieds Tod am 11. Mai 1806. Unmittelbar danach mietete Johanna Schopenhauer die Wohnung und betrieb dort ihre berühmten Teegesellschaften. Spätestens ab 1805 lebte auch die junge Wilhelmine Conta (1786‒1854), Schwester des Legationssekretärs Karl von Conta und ab 1812 Ehefrau des Altphilologen Ferdinand Hand, als „Pflegetochter“ bei Caroline.
Unterdessen setzte Caroline ihre literarische Produktion fort. Bei Heinrich Frölich in Berlin publizierte sie 1806 den Roman Sophie von Normann, der schon ein Jahr später ins Niederländische übersetzt wurde, und das Drama Johanne Gray, eine originelle Bearbeitung des historischen Stoffs um eine tugendhafte weibliche Heldin, mit dem sich zuvor Christoph Martin Wieland (1758) und Madame de Staël (1790) auseinandergesetzt hatten. Ob der 1817 angekündigte Operntext wirklich herausgekommen ist, ist nicht belegt.

## Schriften

### Schöne Literatur
- [Anonym] Luise oder die unseligen Folgen des Leichtsinns. Eine Geschichte, einfach und wahr. Mit einer Vorrede von August von Kotzebue. 2 Bände. Kummer, Leipzig 1800. (Neudruck 1812.) Erster Theil (1812). Zweiter Theil (1800).
  - Lovise eller de ulykkelige Følger af Letsindighed. Med en Fortale af A. v. Kotzebue. Overs. fra Tydsk af K. R. Thoring. København 1801.[42]
  - Levity and Sorrow, a German Story, with a Preface. By A. von Kotzebue. Translated by M. A. Bianchi. 1809.[43]
  - Louise. Naar het Hoogdiutsche van A. von Kotzebue. Leeuwarden 1814. I. Deel; II. Deel.
- Amalia Berg: Elise Grünfeld. In: Erholungen 1801, Drittes Bändchen, S. 75‒166.
- Amalie Berg: Die Bendheimischen Geschwister. In: Erholungen 1802, Erstes Bändchen, S. 161‒214.
- Amalie Berg: Der Verdacht. Eine Erzählung. In: Erholungen 1802, Zweites Bändchen, S. 40‒124.
- Amalie Berg: Das belohnte Opfer. In: Erholungen 1802, Drittes Bändchen, S. 168‒185.
- Amalie Berg: Pauline oder Die Macht der Erziehung. In: Erholungen 1803, Erstes Bändchen, S. 105‒183.
- Amalia Berg: Reue versöhnt. In: Erholungen 1803, Zweites Bändchen, S. 101‒142.
- Amalie Berg: Laura von Wiesenthal. In: Erholungen 1804, Erstes Bändchen, S. 1‒80.
- Amalie Berg: Die Wiedervereinigung. (Auszug aus einem Briefe.) In: Erholungen 1804, Viertes Bändchen, S. 15‒29.
- Amalia Berg: Amalie. Eine Begebenheit aus dem französischen Revolutionskriege. In: Erholungen 1805, Erstes Bändchen, S. 133‒155.
- Amalia Berg: Verirrung und Rückkehr. Eine Erzählung. In: Erholungen 1805, Drittes Bändchen, S. 47‒123.
- Amalia Berg: Lasterhafte Freuden beglücken nie. In: Erholungen 1805, Viertes Bändchen, S. 189‒209.
- Amalie Berg: Sophie von Normann. Frölich, Berlin 1806. Digitalisat
  - Amalia Berg: Sophia van Norman. Amsterdam 1807.
- Amalie Berg: Johanne Gray. Trauerspiel in fünf Aufzügen. Frölich, Berlin 1806.[44] Digitalisat.
- Amalie Berg: Sie haben sich gefunden. In: Erholungen 1807, Erstes Bändchen, S. 5‒69.
- Amalie Berg: Emilie, oder das Mädchen im Walde. In: Erholungen 1807, Drittes Bändchen, S. 24‒105.
- Amalie Berg: Weiber-Leichtsinn und Männer-Schwäche. Eine Erzählung. In: Erholungen 1808, Erstes Bändchen, S. 113‒164.
- Amalie Berg: Die Reise ins Bad. Eine Erzählung. In: Der Freimüthige, oder Berlinisches Unterhaltungsblatt für gebildete, unbefangene Leser. 5. Jg. 1808, S. 913f., 917f., 922f., 925‒927, 930f.
- Amalie Berg: Eleonore. Ein Familiengemählde[45]. Bille und Kramerische Buchhandlung, Prag 1812.
- Amalie Berg: Natur und Menschenleben. Nach einem ländlichen Aufenthalte zu T..f..t bei W. [Gedicht.] In: Erheiterungen 1816, Zweites Bändchen, S. 66‒68.
- Amalie Berg: Der Jokey. In: Erheiterungen 1816, Zweites Bändchen.
- Amalie Berg: Weibliche Seelenstärke. In: Erheiterungen 1816, Drittes Bändchen, S. 51‒88.
- Amalie Berg: Die beiden Adolphinen. In: Erheiterungen 1816, Drittes Bändchen, S. 191‒230.
- Amalia Berg: Caroline Gräfin von Thorenberg, oder die Erbin des stillen Thales, und der Jokey; zwei Erzählungen. Müller, Erfurt 1816 (Neue Auflage: Erfurt 1826); Digitalisat.
- Amalie Berg: Wahre Liebe siegt. Oper in drei Aufzügen. Erfurt 1817.[46]
- Amalie Berg: Die Räuberhöhle. In: Erholungen. Ein thüringisches Unterhaltungsblatt für Gebildete. 8. Jg. 1819, S. 177‒179 und Fortsetzung(en).[47]
- Amalie Berg, Erzählungen und Briefe. Hrsg. von Anna Ananieva. Hannover 2021. ISBN 978-3-86525-882-3. (Inhaltsverzeichnis)
- Amalie Berg, Johanne Gray. Trauerspiel in fünf Aufzügen. Hrsg. von Anna Ananieva. Hannover 2022. ISBN 978-3-86525-842-7. (Inhaltsverzeichnis; Verlagsinfo.)

### Gesellschaftspolitische Beiträge
- [Anonym] Weibliche Erziehung und Bildung, an deutsche Frauen, von einer deutschen Frau. Müller, Erfurt 1815.[48]
- Amalie Berg: Gedanken einer deutschen Frau über die Frage: ob nicht die Frauen-Vereine einen günstigen Einfluß auf das Dienstwesen der Mägde erlangen könnten. In: Allgemeine deutsche Frauen-Zeitung 1. Jg. vom 31. Juli 1816, S. 243f.
- [Anonym] Dienstboten-Katechismus für die Schulen des Frauenvereins. Landes-Industrie-Comptoir, Weimar 1819.[49]

### Fehlzuschreibungen
Carius und Horn (2009, S. 232 und 233) und einige Kataloge schreiben diese hauswirtschaftlichen Publikationen von 1872 und 1876 Caroline Ludecus zu:
- Amalie von Berg: Praktisches Kochbuch. Eine Sammlung selbstgeprüfter Recepte nach neuem Maß und Gewicht mit Beifügung des Verhältnisses zum alten Maß und Gewicht. Schulbuchhandlung, Langensalza 1872.[50] (3. Aufl. 1875; 6. Aufl. 1883.)
- Amalie von Berg: Notizen für den Haushalt. Enthaltend gemeinnützige Recepte und erprobte Hausmittel. Schulbuchhandlung, Langensalza 1876.[51] (8. Aufl. 1903.)

Möglicherweise war die Autorin identisch mit der ältesten Tochter des Karl von Berg, Amalie von Berg (* 21. April 1843), die sich im Juli 1870 mit August von Bomsdorff verehelichte.